# Subantarctia turbotti
Espèce
Subantarctia turbotti est une espèce d'araignées aranéomorphes de la famille des Orsolobidae.

## Distribution
Cette espèce est endémique des îles Auckland en Nouvelle-Zélande.

## Publication originale
- Forster, 1955 : Spiders from the subantarctic islands of New Zealand. Records of the Dominion Museum, Wellington, vol. 2, p. 167-203.